# الحروب المصرية البابلية
وهي سلسلة من المعارك بين مصر ( الأسرة المصرية السادسة والعشرون ) والإمبراطورية البابلية الحديثة .

## المعارك

### حصار حران
بعد معركة نينوى، حيث توفي الملك الآشوري سينشار إشكون، أصبح آشور أوباليط الثاني ملكًا وذهب إلى حران مع قواته المتبقية لكن الميديين والبابليين حاصروا حران في العام 610 قبل الميلاد واستولوا على المدينة في العام 609 قبل الميلاد، مما اضطر آشور أوباليط الثاني إلى الفرار من جديد مع بقايا جيشه. وخلال العام نفسه، غادرت القوات المصرية والآشورية مدينة كركميش المصرية وهاجمت الميديين والبابليين في حران، لكن هذا الهجوم فشل، مما أنهى الإمبراطورية الآشورية.

### حصار كيموخو

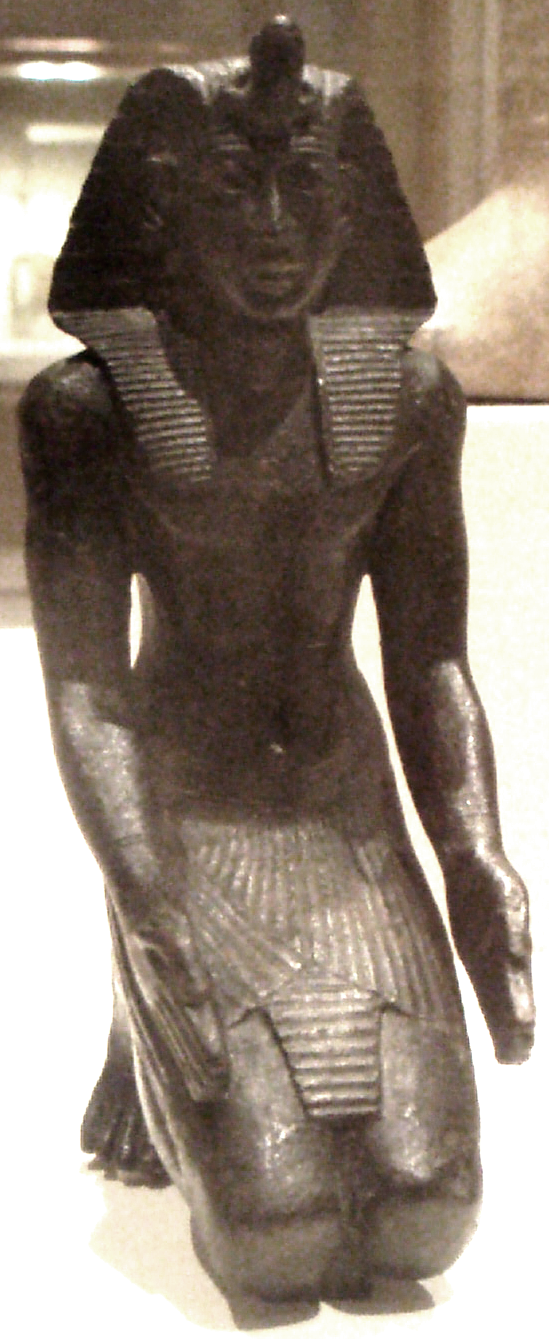
الملك المصري نخاو الثاني

حصار كيموخو هو حصار شنه الجيش المصري بقيادة نخاو الثاني علي مدينة كيموخو شرق نهر الفرات حيث حاصر الجيش المصري المدينة  لمدة أربعة أشهر، وانتهى الحصار باستسلام الحامية البابلية وخضوع المدينة تحت السيطرة المصرية. حوالي عام 606 قبل الميلاد .

### معركة قورماتي
معركة قورماتي هي معركةٌ وقعت شرقي نهر الفرات بين الجيش المصري والجيش البابلي، وانتهت المعركة بهزيمة البابليين حوالي عام 605 قبل الميلاد .

### معركة كركميش
وقعت معركة كركميش حوالي 605 قبل الميلاد، بين جيوش مصر المتحالفة مع ما تبقى من جيش آشور ضد جيوش بابل، المتحالفة مع الميديين، الفرس، السكيثيين. حدثت حينما كان نبوخذ نصر قائدًا عامًا للجيش والملك نبوبولاسر ملكاً على بابل. وبعدها أصبح نبوخذ نصر ملكًا بعد هذه المعركة مباشرةً. واجه المصريون القوة الكاملة للجيش البابلي والميدي بقيادة نبوخذ نصر الثاني في كركميش، حيث تم تدمير القوات المصرية والآشورية المشتركة. توقفت آشور عن الوجود كقوة مستقلة، وتراجعت مصر ولم تعد قوة مهمة في الشرق الأدنى القديم. بلغت بابل ذروتها الاقتصادية بعد 605 ق.م .

### معركة حماة

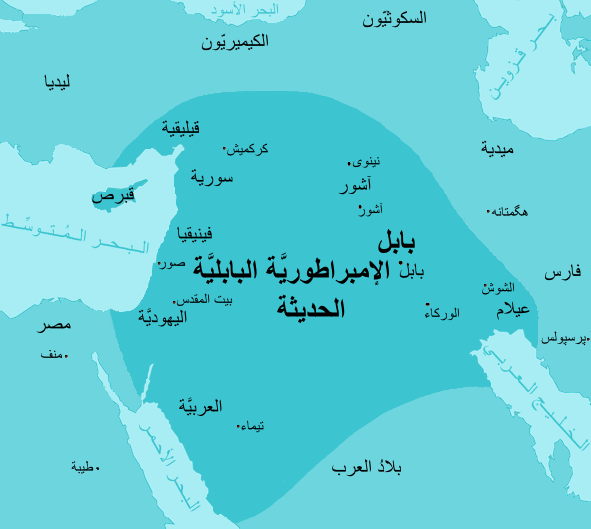
خريطة الإمبراطورية البابلية الحديثة

كانت معركة حماة ، معركة بين البابليين والفارين من بقايا الجيش المصري المهزوم في معركة كركميش. دارت الحرب بالقرب من المدينة القديمة حماة على نهر العاصي حوالي عام 605 قبل الميلاد .
في هذه المعركة، حطم نبوخذ نصر الثاني بقايا جيش نخاو الثاني الذي هزمه سابقًا في معركة كركميش. المعركة مذكورة في السجلات البابلية، والموجودة الآن في المتحف البريطاني. يذكر في سجلات الأحداث أن نبوخذ نصر قتل تقريبًا كل مقاتلي مصر، وكانوا منهكين لدرجة أنه لم يعد أحداً منهم إلى وطنه. لم تذكر سجلات الأيام نخاو الثاني ولا يذكر الكتاب المقدس سوى «جيش نخاو»، ومن المحتمل أن نخاو لم يكن موجودًا وأن الجيش المصري كان مجرد جيش حامية.

### معركة تل الحير

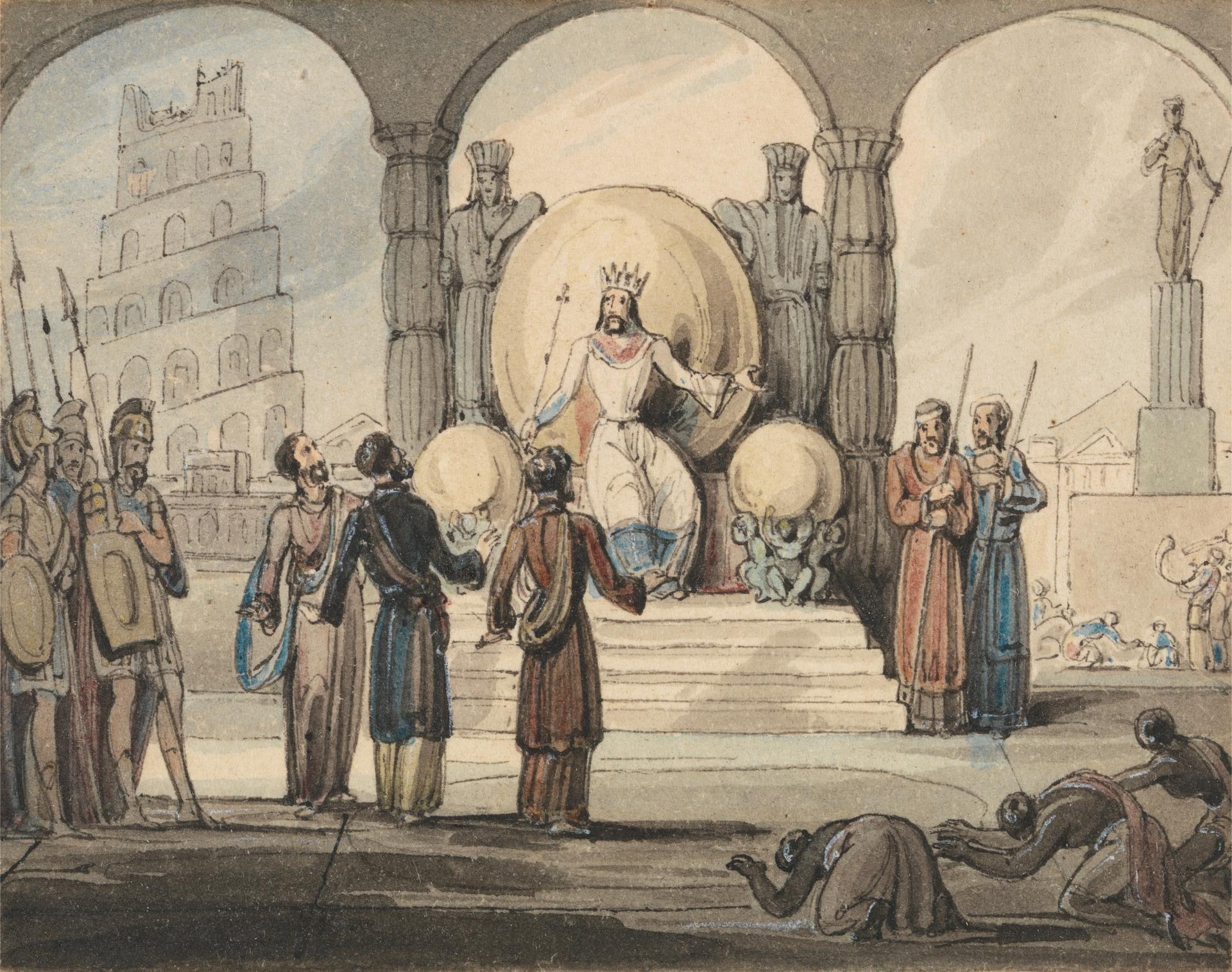
الملك البابلي نبوخذ نصر الثاني

معركة تل الحير أو معركة ميغدول (Migdol) او معركة غزة هي إحدى معارك الحروب المصرية البابلية وقعت في 608 ق.م. بعدما وصلت القوات المصرية إلى الفرات في شمال العراق، بعد التحالف مع الآشوريين وحاربت البابليين ثلاث سنوات متواصلة. وفي 605 ق.م. ألحق البابليون بقيادة نبوخذ نصر الثاني، الهزيمة بالجيش المصري عند مدينة قرقميش. وفي 604 ق.م. بسط البابليون سيطرتهم على الجزء الأكبر من سوريا وفلسطين، وظلت سوريا وفلسطين تتمرد على الحكم البابلي بدعم من مصر فقرر الملك نبوخذ نصر أن يشن حربًا على مصر، وبالفعل جهز جيشًا كبيرًا للهجوم على مصر فخرج الملك المصري نكاو الثاني على رأس الجيش المصري لمقابلة البابليين سنة 601 ق. م في الموقع المعروف حالياً باسم تل الحير، ( طريق القنطرة-العريش)المعروف باسم حصن ميغدول وقتها، في سيناء وقامت معركة حامية كبدت الطرفين خسائر فادحة وانتهت المعركة بانسحاب البابليين واستيلاء نخاو على غزة.

## النهاية
استمرت مصر بتحريض مدن الشام للعصيان على بابل , لم يتمكن اي أحد من الطرفين من احتلال بعضهما ولكن هيمنت بابل على المنطقة وسيطرت على اغلب الشام وقضت على العصيان في الشام اذ تمكن الإمبراطور البابلي نبوخذ نصر الثاني من قمع الثورات في مدن الشام في عدة معارك مثل : السبي البابلي الأول والسبي البابلي الثاني ( الحرب البابلية اليهودية ) وحصار صور .
في الجانب الآخر بسبب معركة تل الحير تمكن نخاو الثاني من إيقاف الزحف البابلي الى مصر . تحطم حلم نخاو في استعادة الإمبراطورية المصرية في الشرق الأوسط عندما غزا نبوخذ نصر الأراضي التي احتلتها مصر من نهر الفرات إلى غزة بفلسطين. نخاو لم يكن قادرًا على استعادة أي جزء كبير من أراضيه المفقودة . على سبيل المثال، عندما انتفضت عسقلان، على الرغم من المناشدات المتكررة، لم يرسل المصريون أي مساعدة، وبالكاد كانوا قادرين على صد هجوم بابلي على حدودهم الشرقية في 601 قبل الميلاد (معركة تل الحير). حول نخاو انتباهه في السنوات المتبقية له إلى إقامة علاقات مع حلفاء جدد: كاريان، وإلى الغرب، الإغريق. وبعد عدة سنين غزت مصر مملكة كوش .

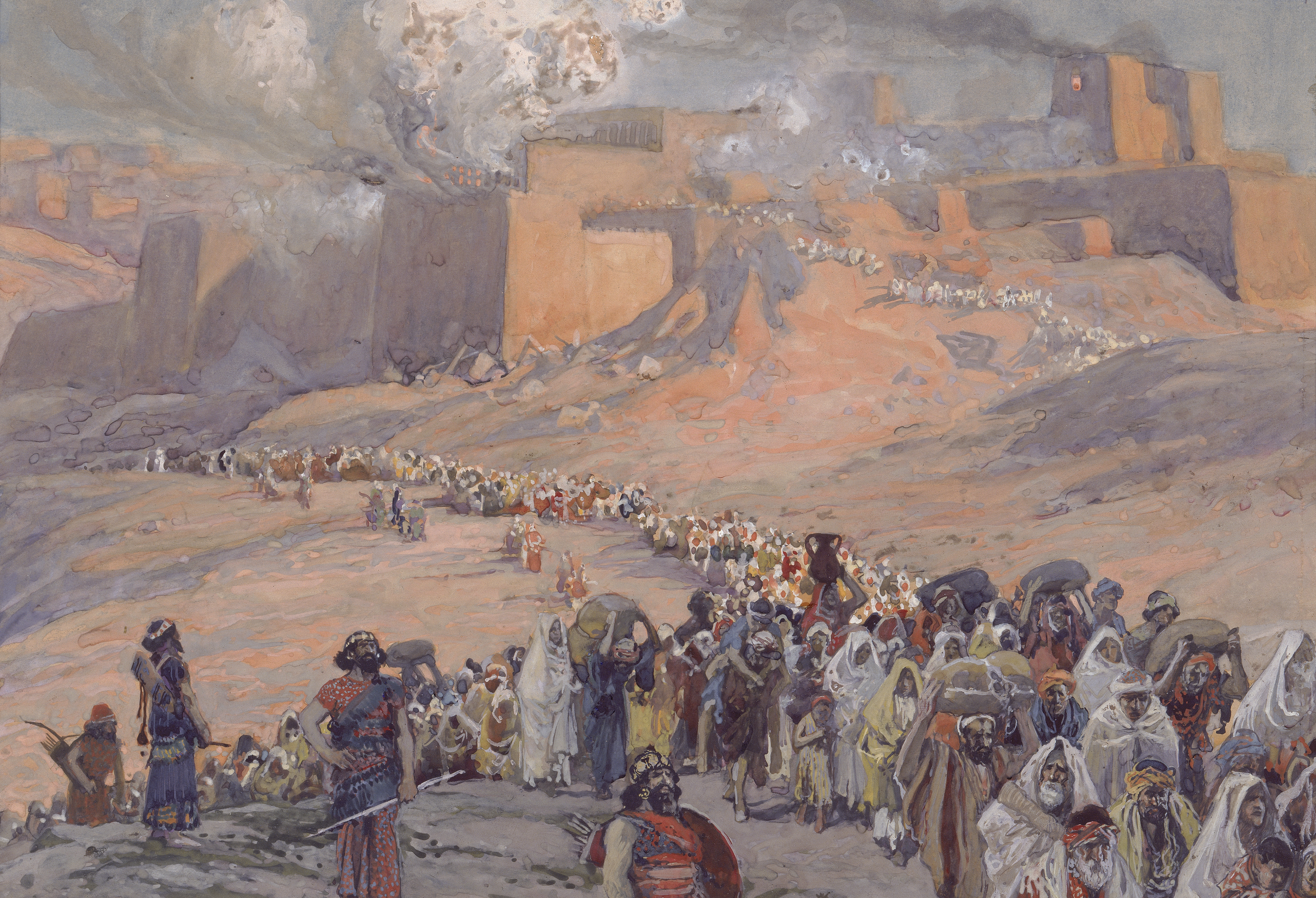
السبي البابلي

وبعد عقود احتلت الإمبراطورية الإخمينية الإثنين .